# Xã Brookfield, Quận Worth, Iowa
Xã Brookfield (tiếng Anh: Brookfield Township) là một xã thuộc quận Worth, tiểu bang Iowa, Hoa Kỳ. Năm 2010, dân số của xã này là 235 người.